# Synagoga w Żorach
Synagoga w Żorach – synagoga znajdująca się w Żorach przy ulicy Tadeusza Kosciuszki 3.
Synagoga została zbudowana w latach 1830–1835 na miejscu starszej synagogi. Podczas II wojny światowej Niemcy doszczętnie zdewastowali synagogę. Po zakończeniu wojny zrujnowany budynek synagogi przebudowano na kino Znicz. W latach 80. budynek opustoszał. Dopiero na początku lat 90. kino wznowiło działalność pod nazwą Vega, a obecnie Na Starówce.
W październiku 2007 roku rozpoczął się gruntowny remont i przebudowa budynku dawnej synagogi.